# Salvatore Accardo
Pour les articles homonymes, voir Accardo.
 (janvier 2016).
Si vous disposez d'ouvrages ou d'articles de référence ou si vous connaissez des sites web de qualité traitant du thème abordé ici, merci de compléter l'article en donnant les références utiles à sa vérifiabilité et en les liant à la section « Notes et références ».
Salvatore Accardo, né le 26 septembre 1941 à Turin, Piémont, est un violoniste soliste et un chef d'orchestre italien. Il est particulièrement réputé pour ses interprétations de Paganini, de Bach, pour ses interprétations de musique contemporaine, et en tant que chef d'orchestre d'opéra.

## Biographie
Né à Turin en 1941, Salvatore Accardo étudie le violon au conservatoire de Naples avec Luigi D'Ambrosio, d'où il obtient en 1956, un 1er prix au Conservatoire de Naples. Il se perfectionne ensuite à l'Académie Chigiana à Sienne, avec Yvonne Astruc.
En 1955, il est lauréat du Concours international de Verceil, en 1956 du Concours international de Genève ; il remporte deux ans plus tard le Concours international de violon à Gênes et le prix de la Radiodiffusion italienne. Il part alors en tournée en Europe et dans les deux Amériques.
En 1968, il fonde à Turin l'Orchestra da Camera Italiana, avant de devenir violon solo de l'ensemble I Musici de 1972 à 1977.
Il participe en 1986 à la fondation de l'Académie Walter-Stauffer. En 1992, il fonde le quatuor Accardo, puis fait renaitre en 1996 l'Orchestra da camera italiana, dont les membres sont les meilleurs élèves de l'académie Walter Stauffer. Son répertoire s'étend de Bach et Vivaldi à la musique d'aujourd'hui. Il a joué en soliste avec le Concertgebouw d'Amsterdam, le New York Philharmonic, la Philharmonie de Berlin, les orchestres de Chicago, Cleveland, Boston, Détroit, Los Angeles, la Staatskapelle de Dresde, le Gewandhaus de Leipzig, BBC Symphony, London Philharmonic, Royal Philharmonic, London Symphony, Philharmonia, l'Orchestre de Paris et l'Orchestre national de France sous la direction de Abbado, Ashkenazy, Boulez, Chailly, Conlon, Colin Davis, Dohnanyi, Dorati, Giulini, Haitink, Jochum, Maazel, Masur, Muti, Ozawa, Rostropovitch, Sawallisch…
Invité en soliste, il apparaît fréquemment à la tête de formations de chambre comme l'Orchestre de chambre d'Europe avec lequel il a enregistré 6 concertos de Bach chez Philips. Il a dirigé des œuvres de Mendelssohn et de Ravel aux Proms en 85. En août 87, il fait ses débuts de chef lyrique au festival Rossini de Pesaro.
Salvatore Accardo a aussi enseigné en Allemagne à l'Académie de musique de Detmold. 
Accardo dispose de plusieurs Stradivarius : l'ex-Reiffenberg (1717), l'Oiseau de feu (1718), le Reynier (1727) qu'il a utilisé de 1983 à 1987 (Voir : https://tarisio.com/cozio-archive/property/?ID=41533), le Hart (ex-Francescatti) de 1727, ainsi qu'un Guarnerius del Gesù de 1733. Il a également joué sur un Stradivarius de 1719, le Zaha[réf. nécessaire], dont il s'est séparé.

## Enregistrements
En plus de ses enregistrements des caprices et des concertos de Paganini, Salvatore Accardo a enregistré chez Philips les concertos de Beethoven, Brahms, Dvorak, Sibelius, Tchaïkovski ainsi que l'intégrale des œuvres pour violon et orchestre de Bruch et de Mendelssohn. Il a également enregistré avec le pianiste Bruno Canino l'intégrale des sonates pour violon et piano de Mozart.